# Leptura plebeja
Leptura plebeja är en skalbaggsart som beskrevs av Randall 1838. Leptura plebeja ingår i släktet Leptura och familjen långhorningar. Inga underarter finns listade i Catalogue of Life.